# 148384 Dalcanton
148384 Dalcanton este un asteroid din centura principală de asteroizi.

## Descriere
148384 Dalcanton este un asteroid din centura principală de asteroizi. A fost descoperit pe 26 septembrie 2000 la Apache Point Observatory în cadrul programului Sloan Digital Sky Survey. Asteroidul prezintă o orbită caracterizată de o semiaxă mare de 3,16 ua, o excentricitate de 0,10 și o înclinație de 10,0° în raport cu ecliptica.